# 뉴로사이언스 레터스
《뉴로사이언스 레터스》(Neuroscience Letters)는 신경과학의 모든 측면을 다루는 짧은 기사들을 적은 격주로 발간하는 과학 저널이다. Journal Citation Reports에 따르면 2012년에만 피인용지수가 2026번에 달했다고 한다.